# Битва при Ардрі (1351)
50°51′20″ пн. ш. 1°58′42″ сх. д. / 50.8556° пн. ш. 1.9783° сх. д.
Битва при Ардрі — битва, що відбулася 6 червня 1351 року під час Столітньої війни біля невеликого містечка Ардр на півночі Франції між французькими та англійськими військами. Французи здобули перемогу.
Англієць Джон Бошан, що проводив зі своїм загоном рейд близько Ардра після нападу на околиці Сент-Омера, потрапив на вид французькому гарнізону. Французи на чолі з Едуардом Боже, помітивши, що англійці переобтяжені здобиччю, а їхні коні стомлені, виїхали з укріплення і оточили англійців. Бошан наказав своєму війську спішитися і зайняти оборону. Те ж саме зробили і французи. Перша атака французів була відбита, але підкріплення вирішило долю битви на користь французів.